# Crkva sv. Ilije u Stocu
Crkva sv. Ilije je katolička župna crkva u Stocu u Bosni i Hercegovini.

## Povijest
Tadašnji trajni apostolski upravitelj trebinjsko-mrkanski, Paškal Buconjić, blagoslovio je temelje nove crkve, 4. svibnja 1901. godine. Iduće godine, 30. studenog 1902. crkva je bila pod krovom i u njoj je župnik don Vide Putica prvi put slavio sv. misu s narodom. Oltar je konačno podignut 1910. godine, a portal i zvonik završeni su 1912. godine.
Godine 1937. biskupov konzultor dr. Petar Čule blagoslovio je nova tri zvona. Orgulje su postavljene 1965. godine, ali su uništene prigodom granatiranja 1993. godine.

### Mrežna sjedišta
- O crkvi. Pristupljeno 10. travnja 2023.

## Vanjske poveznice
Ostali projekti
|  | Zajednički poslužitelj ima još gradiva o temi Crkva sv. Ilije u Stocu |